# 滨海苏拉克
滨海苏拉克（法語：Soulac-sur-Mer，發音：[sulak syʁ mɛʁ]）是法国吉伦特省莱斯帕尔梅多克区的市镇，位于该省西北部，梅多克半岛北端，面积28.89平方千米，2022年1月1日人口为3,011人。

## 地理
滨海苏拉克（45°30'40"N, 1°7'29"W）面积28.89平方千米，位于法国新阿基坦大区吉倫特省，该省份为法国西南部沿海省份，是法國本土面积最大的省，北起滨海夏朗德省，西临大西洋，南至朗德省，东南接洛特-加龍省，东临多爾多涅省。
与滨海苏拉克接壤的市镇（或旧市镇、城区）包括：滨海勒韦尔东、格拉扬和洛皮塔勒、吉伦特河畔梅谢、塔莱。
滨海苏拉克的时区为UTC+01:00、UTC+02:00（夏令时）。

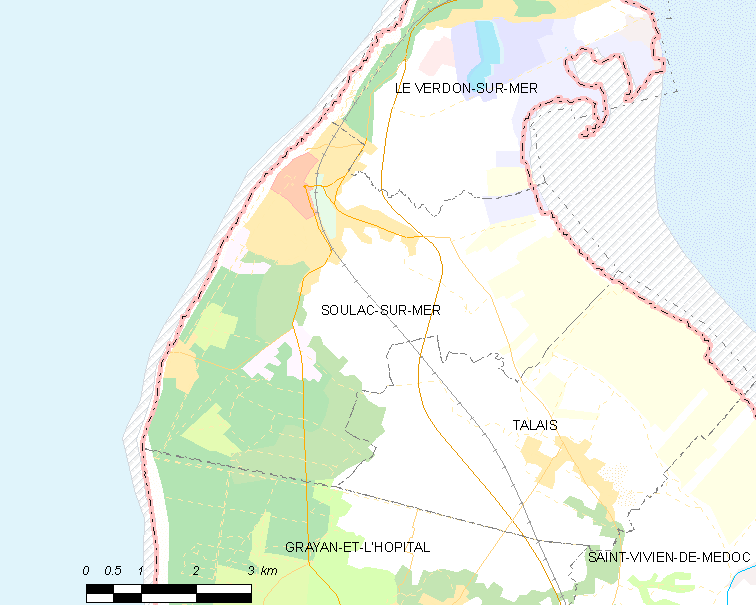
滨海苏拉克的OSM定位图

## 行政
滨海苏拉克的邮政编码为33780，INSEE市镇编码为33514。

## 政治
滨海苏拉克所属的省级选区为北梅多克县。

## 人口

1962-2008年间滨海苏拉克人口变化图示

滨海苏拉克于2022年1月1日时的人口数量为3011人。